# Centaurea dominii
Centaurea dominii — вид рослин із родини айстрових (Asteraceae).

## Середовище проживання
Зростає у Словаччині, Болгарії, Україні.